# Збеніни
Збеніни (пол. Zbeniny) — село в Польщі, у гміні Хойниці Хойницького повіту Поморського воєводства.
Населення — 399 осіб (2011).
У 1975-1998 роках село належало до Бидгощського воєводства.

## Демографія
Демографічна структура станом на 31 березня 2011 року:
|          | Загалом | Допрацездатний вік | Працездатний вік | Постпрацездатний вік |
| -------- | ------- | ------------------ | ---------------- | -------------------- |
| Чоловіки | 204     | 60                 | 130              | 14                   |
| Жінки    | 195     | 44                 | 121              | 30                   |
| Разом    | 399     | 104                | 251              | 44                   |